# The Continental: From the World of John Wick
The Continental: From the World of John Wick (eller blot The Continental) er en amerikansk neo noir krimiaction-drama miniserie, der blev udviklet af Greg Coolidge, Kirk Ward og Shawn Simmons der fungerer som en spin-off og en prequel i John Wick-serien. Coolidge og Ward var showrunnere i serien og skrev manuskriptet sammen med Simmons Ken Kristensen. Albert Hughes instruerede første og tredje episode, mens Charlotte Brändström instruerede anden episode. Blandt de medvirkende er Mel Gibson og Colin Woodell.
serien havde premiere 22. september 2023 på Peacock i USA og på Amazon Prime Video internationalt.

## Medvirkende
Hovedroller
- Mel Gibson som Cormac O'Connor, der driver the Continental i New York i 1970'erne.[1]
- Colin Woodell som Winston Scott, en skotsk-amerikansk erhvervsmand, der har boet i London i årtier; Ian McShane spiller en ældre version af karakteren i John Wick-filmene.[1]
  - Fflyn Edwards som ung Winston
- Mishel Prada som KD ("Kady") Silva, politibetjent der er ny i New York City, der leder efter Scott-brødrene.[1]
- Ben Robson som Francis Patrick "Frankie" Scott, Jr., lejemorder, der er Winstons storebror, Yens mand og krigsveteran fra Vietnamkrigen.[1]
  - Ben Robinson som ung Frankie
- Hubert Point-Du Jour som Miles Burton, krigsveteran fra vietnamkrig, og søn af High Tables lejemorder Hieronymus Burton.[1]
- Nhung Kate som Yen Scott, Frankies kone og tidligere lejemorder, og forfejlet selvmordsbomber.[1]
- Jessica Allain som Lou Burton, amatør karateudøver der ikke bryder sig om pistoler, Miles' yngre søster og Hieronymus' datter, der ikke kender til hans fortid som lejemorder[1]
- Ayomide Adegun som Charon O'Connor, Cormacs fostersøn, der søger opsøger Cormac for at få sin biologiske far til landet fra Nigeria; Lance Reddick spiller en ældre version af rollen i John Wick-filmene.[2]
- Jeremy Bobb som Mayhew, KD's partner, som hun har en affære med.[2]
- Peter Greene som Uncle Charlie, gammel ven af Scotts familie; David Patrick Kelly spiller en ældre version af karakteren i de første to John Wick-film.[2]

Øvrige medvirkende
- Adam Shapiro som Lemmy, en af Miles kompagnoner[3]
- Katie McGrath som the Adjudicator, en dommer ved High Table der kan kendes på hendes porcelænsmaske.[3]
- Mark Musashi og Marina Mazepa som "The Twins" a.k.a. Hans og Grethe, lejemordere med et værelse på the Continental.[3]
- Kirk Ward som The Henchman, the Adjudicators bodyguard
- Ray McKinnon som Gene Jenkins, an assassin associate of Lou's, whose eyesight is failing.[3]
- Zainab Jah som Mazie, der overtog og tog titlen som dronning af the Bowery fra the High Table
- Dan Li som the Orphan Master, en lokal krimileder
- Chris Ryman som Ronnie, en af Uncle Charlies mænd
- Samuel Blenkin som Thomas Caine, O'Connors cellist
- Søstrene Madeleine Crow og Evelyn Crow som Meyhews døtre